# Lorandersonia spathulata
Lorandersonia spathulata là một loài thực vật có hoa trong họ Cúc. Loài này được (L.C.Anderson) "Urbatsch, R.P.Roberts & Neubig" mô tả khoa học đầu tiên năm 2005.